# Parks (Arizona)
Parks is een plaats (census-designated place) in de Amerikaanse staat Arizona, en valt bestuurlijk gezien onder Coconino County.

## Demografie
Bij de volkstelling in 2000 werd het aantal inwoners vastgesteld op 1137.

## Geografie
Volgens het United States Census Bureau beslaat de plaats een oppervlakte van
446,3 km², waarvan 446,2 km² land en 0,1 km² water. Parks ligt op ongeveer 2161 m boven zeeniveau.

## Plaatsen in de nabije omgeving
De onderstaande figuur toont nabijgelegen plaatsen in een straal van 48 km rond Parks.